# Route nationale 446
Die Route nationale 446, kurz N 446 oder RN 446, ist eine französische Nationalstraße. Sie verläuft über 84 km in der Region Île-de-France.

## Geschichte
Sie wurde 1933 zwischen der N186 bei Versailles und Nangis als Nationalstraße festgelegt. Ab 1973 wurden dann nach und nach Teile von ihr abgestuft. Weiterhin wurden zwei Abschnitte zu Schnellstraßen ausgebaut und unter neuer Nummer geführt. Seit 2006 existiert nur noch ein kurzer Abschnitt an der Abfahrt 36 der Francilienne.

## Streckenverlauf
| Position | höchste zulässige Gesamtgeschwindigkeit | Fahrbahnen | Typ                  | Abschnitt               | Längengrad | Breitengrad |
| -------- | --------------------------------------- | ---------- | -------------------- | ----------------------- | ---------- | ----------- |
| 1        | 90                                      | 2          | Beginn der Autobahn  | N104                    | 48.6270    | 2.3998      |
| 2        | 90                                      | 2          | Ende an Kreisverkehr | rd-pt du Traité de Rome | 48.6252    | 2.4064      |